# Scleroderma laeve
Scleroderma laeve är en svampart som beskrevs av Lloyd 1916. Scleroderma laeve ingår i släktet Scleroderma och familjen rottryfflar.   Inga underarter finns listade i Catalogue of Life.